# ایران در المپیک زمستانی ۱۹۵۶
ایران در بازی‌های المپیک زمستانی ۱۹۵۶ که در کورتینا دامپتزوی ایتالیا برگزار می‌شد شرکت نمود. این نخستین حضور ایران در بازی‌های المپیک زمستانی بود. کاروان اعزامی ایران به این بازی‌ها شامل ۳ ورزشکار بود که در رشته اسکی آلپاین با حریفان خود به رقابت پرداختند.

## رشته‌ها و تعداد شرکت‌کنندگان
| رشته        | مردان | زنان | مجموع |
| ----------- | ----- | ---- | ----- |
| اسکی آلپاین | ۳     | ۰    | ۳     |
| مجموع       | ۳     | ۰    | ۳     |

## نتایج با رویداد

### اسکی

#### آلپاین
مردان
| ورزشکار      | رویداد      | دور ۱     | دور ۲     | مجموع     | رتبه‌بندی  |
| ------------ | ----------- | --------- | --------- | --------- | --------- |
| بنیک امیریان | مارپیچ کوچک | DSQ       | —         | —         | —         |
| بنیک امیریان | مارپیچ بزرگ | دیسکالیفه | دیسکالیفه | دیسکالیفه | دیسکالیفه |
| بنیک امیریان | اسکی سرعت   | ۵:۰۲.۷    | ۵:۰۲.۷    | ۵:۰۲.۷    | ۴۴        |
| رضا بازرگان  | مارپیچ کوچک | DSQ       | —         | —         | —         |
| رضا بازرگان  | مارپیچ بزرگ | ۴:۱۵.۰    | ۴:۱۵.۰    | ۴:۱۵.۰    | ۷۵        |
| رضا بازرگان  | اسکی سرعت   | دیسکالیفه | دیسکالیفه | دیسکالیفه | دیسکالیفه |
| محمود بیگلو  | مارپیچ کوچک | ۲:۵۶.۷    | ۲:۵۴.۶    | ۵:۵۱.۳    | ۵۵        |
| محمود بیگلو  | مارپیچ بزرگ | ۴:۴۳.۹    | ۴:۴۳.۹    | ۴:۴۳.۹    | ۸۲        |
| محمود بیگلو  | اسکی سرعت   | ۴:۲۲.۰    | ۴:۲۲.۰    | ۴:۲۲.۰    | ۳۹        |